# Donavit
Donavit (latin för "han har gett") är en liten byggnad i Lund, belägen på Hyphoffska lyckan, strax söder om Fysicum.

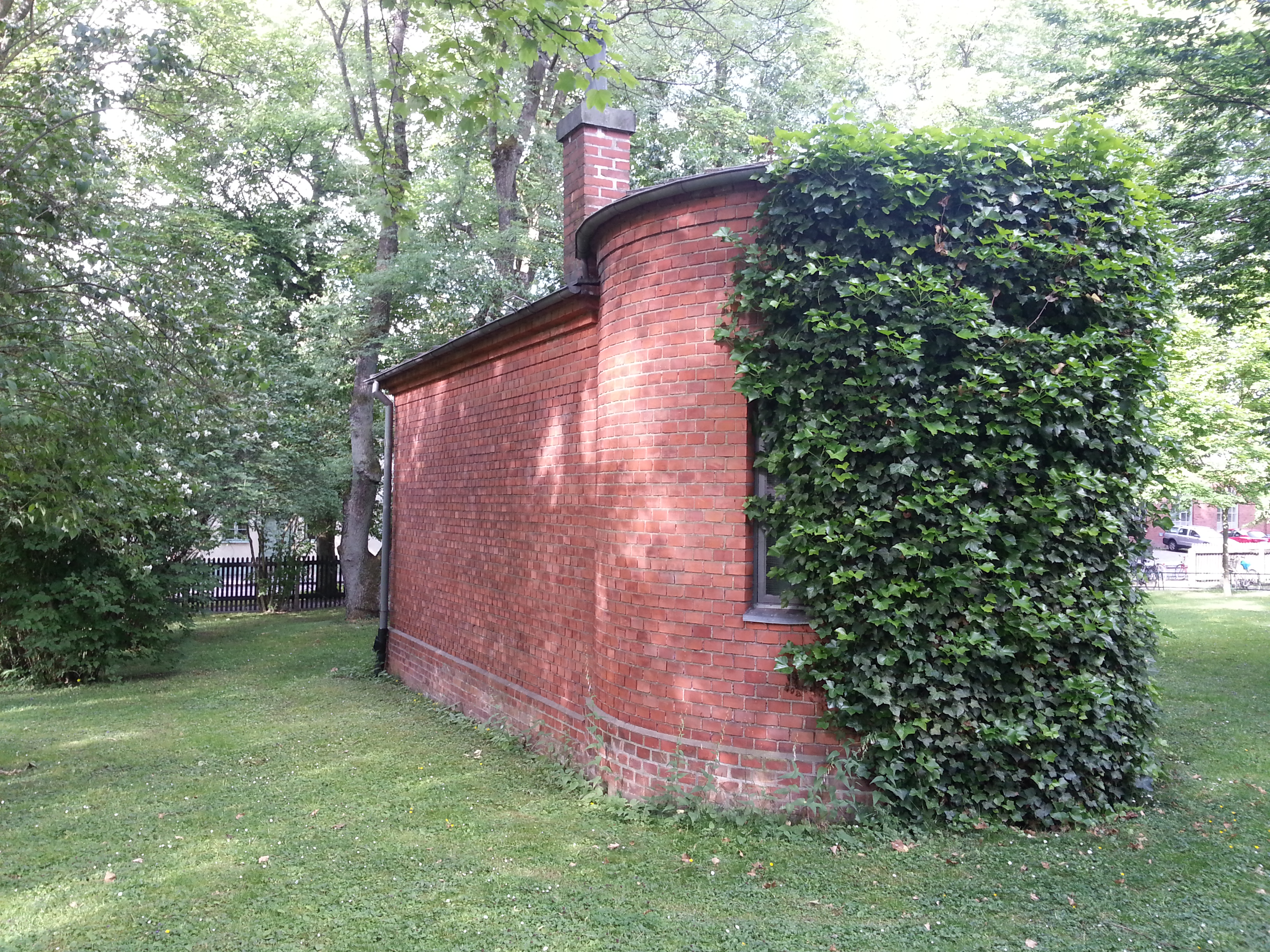
Donavit

År 1894 föreslog professor Albert Holmgren för större konsistoriet att en "spektralhus" skulle uppföras på Fysiska institutionens tomt. Byggnadens syfte skulle dels vara att bereda plats för skrymmande spektroskopiska undersökningar som annars tog upp för institutionen välbehövlig plats, och dels att inrymma en refraktor och ett astrospektroskop skänkt  av den tidigare studenten A. E. Andersson. Konsistorium avslog dock begäran. Istället byggdes år 1897 en liten paviljong, dagens Donavit, för att inrymma A. E. Anderssons donation. En skylt ovanför dörren förkunnade att "A.E.A donavit" ("A.E.A har gett"), vilket torde vara ursprunget till byggnadens namn.
En annan version av byggnadens historia ges av Lunds bevaringsprogram, som  hävdar att byggnaden uppfördes som transformatorstation ”i början av nittonhundratalet”, och att en brunn i byggnaden ska ha använts till att förvara den första radioaktiva isotopen i Lund.
Idag används byggnaden för elektriska installationer.